# Bilana Raewa
Bilana Raewa, bułg. Биляна Раева (ur. 12 lipca 1973 w Warnie) – bułgarska polityk, posłanka do Parlamentu Europejskiego (2007–2009).

## Życiorys
W 1999 została absolwentką Akademii Ekonomicznej w Krakowie, a rok później Uniwersytetu Amsterdamskiego. Odbyła staż w Komisji Europejskiej, pracowała w administracji Unii Europejskiej jako urzędnik. Od 2005 do 2007 była zatrudniona w Ministerstwie Administracji Państwowej.
W wyborach w 2007 uzyskała mandat eurodeputowanej z listy Narodowego Ruchu Symeona Drugiego. Była członkinią grupy Porozumienia Liberałów i Demokratów na rzecz Europy oraz Komisji Zatrudnienia i Spraw Socjalnych. W PE zasiadała do 2009, powróciła później do pracy urzędniczej.